# 天主教桑坦德教區
天主教桑坦德教區（拉丁語：Dioecesis Santanderiensis）是西班牙一個羅馬天主教教區，屬奧維耶多總教區。
教區成立於1754年12月12日，包括坎塔布里亞自治區的大部份地區。2007年，在當地552,727人口中，有教友545,937人，佔轄區總人口98.8%、617個堂區、474名司鐸、1名執事、253名修士、866名修女。現任教區主教為味噌爵·希門內斯·扎莫拉。